# Aulonothroscus pugnax
Aulonothroscus pugnax är en skalbaggsart som först beskrevs av Horn 1885.  Aulonothroscus pugnax ingår i släktet Aulonothroscus och familjen småknäppare. Inga underarter finns listade i Catalogue of Life.